# Nothin' Shakin' (But the Leaves on the Trees)
Composto da Eddie Fontaine, Cirino Calacrai, Diane Lampert e John Gluck Jr, la canzone Nothin' Shakin' (But the Leaves on the Trees), spesso abbreviata in Nothin' Shakin', è stata pubblicata dal primo nel 1958 su singolo, ed è arrivata alla 64º posizione nella classifica statunitense The Billboard Hot 100, rappresentando così l'unico piazzamento in classifica del musicista.

## Covers

### I Beatles
Il 10 luglio 1963, all'Aeolian Hall di Londra, i Fab Four incisero Nothin' Shakin' per la BBC. L'incisione venne trasmessa nella sesta edizione dello show radiofonico Pop Go the Beatles, mandata in onda per la prima volta tredici giorni dopo l'originale incisione. Questo pezzo, che presentava George Harrison come vocalist, era nelle scalette dei primi concerti dei Beatles: questo è dimostrato da una registrazione allo Star Club di Amburgo, apparsa su bootlegs come Live! at the Star-Club in Hamburg, Germany; 1962, pubblicati dal 1977 fino al 1998, quando i rimanenti membri della band riuscirono a vincere una causa che ne impedi - teoricamente - la commercializzazione. La versione per la BBC è stata inclusa nell'album Live at the BBC (1994).

#### Formazione
- George Harrison: voce, chitarra solista
- John Lennon: chitarra ritmica
- Paul McCartney: basso elettrico
- Ringo Starr: batteria[1]

### Altre versioni degne di nota
- Billy Fury - aprile 1964
- Dr. Feelgood - maggio 1977[2]